# Assy McGee
Assy McGee ist eine US-amerikanische Animationsserie für Erwachsene in der es um ein laufendes Hinterteil geht, das als Polizist und Detektiv agiert. Die Serie wurde zwischen dem 26. November 2006 und dem 6. Juli 2008 auf Adult Swim gezeigt. Erschaffen wurde die Sendung von Matt Harrigan und Carl W. Adams, beide haben bereits bei Adult Swim gearbeitet, letzterer als Tonmeister für Der kleine Meisterregisseur aus dem Jahr 2001.

## Handlung
Assy McGee ist ein gewalttätiger und emotional instabiler laufender Hintern, der mit seinem Partner Sanchez Kriminalverbrechen untersucht, manchmal auch gegen den Willen von Vorgesetzten.

## Veröffentlichung
Die erste Staffel mit sechs Episoden wurde in den Vereinigten Staaten vom 26. November 2006 bis zum 14. Januar 2017 auf Adult Swim. Die 14-teilige zweite Staffel wurde dort vom 6. April bis zum 6. Juli 2008 gezeigt. In Deutschland liefen nur die ersten vier Folgen im August 2010 wöchentlich am Dienstag gegen 22 Uhr auf dem Bezahlfernsehsender TNT Serie.
Während die Serie in den USA nicht auf DVD erschien, wurden in Australien beide Staffeln zusammen in einer Box 2011 veröffentlicht. In Deutschland enthält die DVD zur Sendung Stroker & Hoop (einer weiteren Adult-Swim-Serie) alle vier synchronisierten Folgen als Bonusfeature.

## Episodenliste

### Staffel 1
| Nr. (ges.) | Nr. (St.) | Deutscher Titel              | Originaltitel        | Erstausstrahlung USA | Deutschsprachige Erstausstrahlung | Produktionscode |
| ---------- | --------- | ---------------------------- | -------------------- | -------------------- | --------------------------------- | --------------- |
| 1          | 1         | Die Geliebte des Präsidenten | Murder on the Docks  | 26. November 2006    | 3. August 2010                    | 101             |
| 2          | 2         | Kunstraub                    | The Flirty Black Man | 3. Dezember 2006     | 24. August 2010                   | 102             |
| 3          | 3         | Spiel des Todes              | Game of Death        | 10. Dezember 2006    | 10. August 2010                   | 103             |
| 4          | 4         | Assy räumt auf               | Busted               | 17. Dezember 2006    | 17. August 2010                   | 104             |
| 5          | 5         |                              | Mexican Rain         | 7. Januar 2007       |                                   | 105             |
| 6          | 6         |                              | Conviction           | 14. Januar 2007      |                                   | 106             |

### Staffel 2
| Nr. (ges.) | Nr. (St.) | Deutscher Titel | Originaltitel               | Erstausstrahlung USA | Deutschsprachige Erstausstrahlung | Produktionscode |
| ---------- | --------- | --------------- | --------------------------- | -------------------- | --------------------------------- | --------------- |
| 7          | 1         |                 | Ring of Fire                | 6. April 2008        |                                   | 107             |
| 8          | 2         |                 | Pharmassy                   | 13. April 2008       |                                   | 109             |
| 9          | 3         |                 | Mile High Mayhem            | 20. April 2008       |                                   | 110             |
| 10         | 4         |                 | Murder on the Midway        | 27. April 2008       |                                   | 111             |
| 11         | 5         |                 | Pegfinger                   | 4. Mai 2008          |                                   | 108             |
| 12         | 6         |                 | Irish Wake                  | 11. Mai 2008         |                                   | 114             |
| 13         | 7         |                 | Vowel Play                  | 18. Mai 2008         |                                   | 113             |
| 14         | 8         |                 | Hands Up                    | 25. Mai 2008         |                                   | 115             |
| 15         | 9         |                 | Bikes for Bombs             | 1. Juni 2008         |                                   | 112             |
| 16         | 10        |                 | Showdown in Magic City      | 8. Juni 2008         |                                   | 117             |
| 17         | 11        |                 | The Ballad of Blind Anthony | 15. Juni 2008        |                                   | 116             |
| 18         | 12        |                 | Johnny Arson                | 22. Juni 2008        |                                   | 118             |
| 19         | 13        |                 | The Assy Diaries            | 29. Juni 2008        |                                   | 119             |
| 20         | 14        |                 | Squirrels                   | 6. Juli 2008         |                                   | 120             |